# واسیلیس لاکیس
واسیلیس لاکیس (یونانی: Βασίλης Λάκης؛ زادهٔ ۱۰ سپتامبر ۱۹۷۶) یک بازیکن فوتبال اهل یونان است.
از باشگاه‌هایی که در آن بازی کرده‌است می‌توان به باشگاه فوتبال آ.ا.ک آتن، پائوک، و کریستال پالاس اشاره کرد.
وی همچنین در تیم ملی فوتبال یونان بازی کرده‌است.